# 1048 (numero)
Millequarantotto (1048) è il numero naturale dopo il 1047 e prima del 1049.

## Proprietà matematiche
- È un numero pari.
- È un numero composto da 8 divisori: 1, 2, 4, 8, 131, 262, 524, 1048. Poiché la somma dei suoi divisori (escluso il numero stesso) è 932 < 1048, è un numero difettivo.
- È un numero rifattorizzabile in quanto divisibile per il numero dei propri divisori.
- È un numero congruente.
- È un numero odioso.
- È parte delle terne pitagoriche (786, 1048, 1310), (1048, 1965, 2227), (1048, 17145, 17177), (1048, 34314, 34330), (1048, 68640, 68648), (1048, 137286, 137290), (1048, 274575, 274577).

## Astronomia
- 1048 Feodosia è un asteroide della fascia principale del sistema solare.
- NGC 1048 è una galassia nella costellazione della Balena.
- IC 1048 è una galassia nella costellazione della Vergine.

## Astronautica
- Cosmos 1048 è un satellite artificiale russo.